# Emmanuel d’Astier de la Vigerie

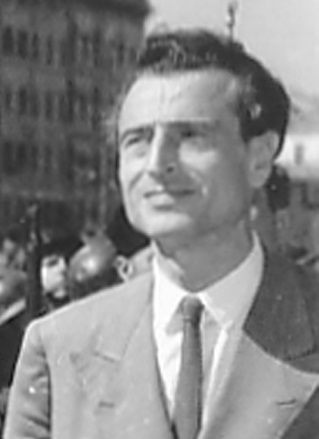
Emmanuel d’Astier de la Vigerie in 1944

Emmanuel d’Astier de la Vigerie (Parijs, 6 januari 1900 — aldaar, 12 juni 1969) was een Frans aristocraat, schrijver, journalist, verzetsstrijder en politicus. In de Tweede Wereldoorlog was hij een belangrijk verzetsstrijder tegen de Duitsers. Hij schreef in 1943 het bekend geworden lied "La complainte du partisan".
Na de oorlog werkte hij als journalist. In de eerste jaren stond hij politiek dicht bij de Franse Communistische Partij. Later werd hij een progressief gaullist. 
Emmanuel d’Astier de la Vigerie werd verschillende malen onderscheiden. Hij was Ridder in het Legioen van Eer, een "Compagnon de la Libération", en droeg het Croix de guerre 1939-1945, een speciale versie van het Franse Croix de guerre. In 1958 werd hij door de Sovjet-Unie geëerd met de Internationale Lenin-Vredesprijs voor de Consolidatie van de Vrede tussen de Volkeren.